# Mobile (Canada)
Mobile is een dorp en local service district in de Canadese provincie Newfoundland en Labrador. De plaats ligt aan de zuidoostkust van het eiland Newfoundland.

## Geschiedenis
In 1983 kreeg Mobile voor het eerst beperkt lokaal bestuur doordat de plaats een local service district werd.

## Geografie
Mobile ligt aan de oostkust van het schiereiland Avalon in het uiterste zuidoosten van Newfoundland. Het dorp ligt aan Mobile Bay, een kleine baai van de Atlantische Oceaan nabij Witless Bay Ecological Reserve. De plaats ligt langs provinciale route 10 ten zuiden van Witless Bay en ten noorden van Tors Cove.

## Demografie
In 1991 telde de designated place Mobile 241 inwoners. In 2021 woonden er in het dorp 256 inwoners, wat neerkomt op een stijging van 6,2% in 30 jaar tijd.